# آندریاس آلبرز
آندریاس آلبرز (انگلیسی: Andreas Albers؛ زادهٔ ۲۳ مارس ۱۹۹۰) بازیکن فوتبال اهل دانمارک است در پست مهاجم در آلمان بوندس‌لیگا ۲ برای باشگاه سن پائولی بازی می‌کند.